# 里奇蘭森特 (印地安納州)
里奇蘭森特（英語：Richland Center）是位於美國印地安納州富爾頓縣的一個非建制地區。該地的面積和人口皆未知。